# Born in Flames
Born in Flames é um filme de drama e docuficção distópico americano de 1983 escrito, dirigido, produzido e editado pela feminista interseccional radical Lizzie Borden que explora o racismo, o classismo, o sexismo e o heterossexismo em um Estados Unidos democrático-socialista alternativo. O título vem da música "Born in Flames" escrita por um membro do Art & Language, Mayo Thompson da banda Red Krayola.

## Enredo
A trama diz respeito a dois grupos feministas na Cidade de Nova Iorque, cada um expressando suas preocupações ao público através de uma rádio pirata. Um grupo, liderado por uma lésbica branca declarada, Isabel, opera a Radio Ragazza. O outro grupo, liderado por uma afro-americana de fala mansa, Honey, opera a Phoenix Radio. A comunidade local é estimulada a agir depois que uma ativista política que viaja pelo mundo, Adelaide Norris, é presa ao chegar a um aeroporto de Nova Iorque e morre de forma suspeita enquanto estava sob custódia policial. Além disso, há um Exército Feminino liderado por Hilary Hurst e aconselhado por Zella que inicialmente tanto Honey quanto Isabel se recusam a ingressar. Este grupo, juntamente com Norris e as estações de rádio, estão sob investigação por um insensível agente do FBI. O seu progresso é acompanhado por três editores de um jornal socialista, que vão tão longe que são despedidos.
A história envolve diversas mulheres provenientes de diferentes perspectivas e tenta mostrar vários exemplos de como o sexismo se desenrola nas ruas e como pode ser combatido através da ação direta. A certa altura, dois homens atacam uma mulher na rua e dezenas de mulheres em bicicletas com apitos vêm afugentar os homens e confortar a mulher. O filme mostra mulheres, apesar de suas diversas diferenças, organizando-se em reuniões, fazendo programas de rádio, criando arte, colando trigo, colocando camisinha em um pênis, embrulhando frango cru em uma fábrica de processamento, etc., elevado desemprego feminino e opressão governamental. As mulheres do filme começam a se unir para causar um impacto maior, por meios que alguns chamariam de terrorismo.
No final das contas, depois que ambas as estações de rádio foram incendiadas de forma suspeita, Honey e Isabel se unem e transmitem a Phoenix Ragazza Radio de vans U-Haul roubadas. Elas também se juntam ao Exército das Mulheres, que envia um grupo de terroristas para interromper uma transmissão do presidente dos Estados Unidos propondo que as mulheres sejam pagas para fazer tarefas domésticas, seguido de bombardear a antena no topo do World Trade Center para evitar mensagens adicionais destrutivas do público.

## Elenco
- Honey como Honey, apresentadora da Phoenix Radio
- Adele Bertei como Isabel, apresentadora da Radio Ragazza
- Jean Satterfield como Adelaide Norris
- Florynce Kennedy (creditada como "Flo Kennedy") como Zella Wylie
- Becky Johnston como Becky Dunlop, editora de jornal
- Pat Murphy como Pat Crosby, editora de jornal
- Kathryn Bigelow como Kathy Larson, editora de jornal
- Hillary Hurst como líder do Exército Feminino
- Sheila McLaughlin como outra líder
- Marty Pottenger como outra líder/mulher no local
- Bell Chevigny como Belle Gayle, a apresentadora de talk show
- Joel Kovel como convidado do talk show
- Ron Vawter como agente do FBI
- John Coplans como chefe
- John Rudolph como apresentador de TV
- Warner Schreiner como apresentador de TV
- Valerie Smaldone como apresentadora de TV
- Hal Miller como detetive
- Bill Tatum como prefeito Zubrinsky
- Mark Boone Jr. como homem no metrô assediando mulher

A ativista dos direitos civis Florynce Kennedy e a ex-atleta Jean Satterfield aparecem no filme. Este filme também marca a primeira aparição de Eric Bogosian nas telas; ele interpreta um técnico em uma estação de TV que é forçado, sob a mira de uma arma, a transmitir uma fita de vídeo no feed da rede. O filme também apresenta uma rara aparição da diretora vencedora do Oscar Kathryn Bigelow. O contribuidor da história, Ed Bowes, retrata o chefe do jornal socialista que acaba demitindo as jornalistas.

## Elogios
Em 1983, o filme ganhou o Prêmio do Júri do Leitor no Festival Internacional de Cinema de Berlim e o Grande Prêmio no Festival international de films de femmes de Créteil.

## Recepção e legado
O Rotten Tomatoes relata um índice de aprovação de 88% com base em 32 avaliações, com uma classificação média de 6,8/10.
A Variety escreveu que tem "todas as vantagens e desvantagens de um filme caseiro". The Guardian em 2021 descreveu o filme como um filme underground de orçamento zero com todas as características do cinema de guerrilha, escrevendo que "Borden está filmando nas ruas reais de Nova Iorque, também usando imagens de notícias reais de demonstrações reais e violência policial real" e que o "espírito anárquico do agitprop pulsa neste filme desconexo, inteligente e subversivo". Em uma entrevista, a própria Borden disse: "Eu só podia filmar uma vez por mês, quando tinha US$ 200,... eu reunia todo mundo neste velho Lincoln Continental que mantinha estacionado em frente ao meu loft, ia a algum lugar e filmava, e então Eu passaria o tempo apenas editando."
Janet Maslin, do The New York Times, escreveu: "Somente aqueles que já compartilham as idéias da Srta. Borden podem achar seu filme persuasivo." Marjorie Baumgarten do The Austin Chronicle escreveu "Lindamente feito, editado com coragem e rápido, este filme desafiador e provocativo é uma obra que é ao mesmo tempo humanista e revolucionária." Frances Dickinson, da Time Out London, escreveu que Borden "[lida] com sua história com audácia e faz até mesmo o argumento mais seco crepitar com humor, enquanto os momentos mais comoventes queimam com um calor feroz". O TV Guide avaliou-o com 2/4 estrelas e escreveu "Este filme feminista ganha louros pela atenção aos detalhes em um esforço radical de produção cinematográfica." Greg Baise, do Metro Times, chamou-o de "um marco do cinema indie e queer do início dos anos 80". Em 2022, o filme foi classificado em 243º lugar na pesquisa dos Melhores Filmes de Todos os Tempos da Sight & Sound, empatado na distinção junto com outros 21 filmes, incluindo Laranja Mecânica, Annie Hall e Possessão.

### Influência
O filme é discutido no livro Feminist Hollywood: From "Born in Flames" to "Point Break" de Christina Lane.
Uma “tradução gráfica” do filme feita pela artista Kaisa Lassinaro, que contém uma entrevista de Lizzie Borden, foi publicada pela Ocasional Papers em 2011. O livro é uma composição de colagem feita de capturas de tela com uma seleção de diálogos do filme.
Em 2013, um dossiê sobre o filme foi publicado como edição especial de Women & Performance: A Journal of Feminist Theory. Com uma introdução de Craig Willse e Dean Spade, o dossiê inclui uma série de ensaios que abordam raça, queerness, interseccionalidade, radicalismo, violência e feminismo no filme.
O filme passou por uma espécie de renascimento depois que a impressão de restauração em 35 mm estreou em 2016 no Anthology Film Archives, seguido pela promoção pelo Criterion Channel e um relançamento que levou Borden a exibições em todo o mundo. Richard Brody, do The New Yorker, escreveu "a criatividade livre, ardente e espontânea de Born in Flames emerge como um modo indispensável de mudança radical - um modo que muitos cineastas contemporâneos com intenções políticas ainda não assimilaram." Ele também escreveu "A emocionante história em forma de colagem de Borden apresenta reportagens, sequências de documentários e imagens de vigilância ao lado de cenas de ação difíceis e números musicais; sua visão violenta é ideologicamente complexa e arrepiante." Melissa Anderson do The Village Voice escreveu "este filme indisciplinado e inclassificável - talvez a única entrada no gênero híbrido de ficção científica radical-lésbica-feminista vérité - estreou dois anos depois do regime Reagan, mas sua fúria se mostra estimulante hoje como era quando este país começou a sua inexorável mudança para a direita." Borden foi convidada para exibir a nova impressão 35mm em Bruxelas, Barcelona, Madrid, San Sebastián, Milão, Toronto, no Festival de Cinema de Edimburgo, no Festival de Cinema de Londres, juntamente com exibições em Detroit, Rochester, São Francisco e Los Angeles.